# Nintendo Switch Online
Nintendo Switch Online (thường được gọi là NSO) là một bộ tính năng trên máy chơi trò chơi điện tử Nintendo Switch yêu cầu đăng ký mua. Các tính năng của Nintendo Switch Online bao gồm nhiều người chơi trực tuyến, lưu trữ đám mây, trò chuyện thoại, truy cập thư viện trò chơi Nintendo Entertainment System (NES) và Super Nintendo Entertainment System (SNES), cũng như các khuyến mãi và ưu đãi khác. Sau khoảng thời gian được cung cấp miễn phí cho tất cả người dùng một số tính năng, dịch vụ đăng ký chính thức ra mắt vào ngày 18 tháng 9 năm 2018.
Dịch vụ này là dịch vụ trực tuyến thế hệ thứ ba của Nintendo sau Nintendo Wi-Fi Connection và Nintendo Network.

## Lịch sử
Nintendo Switch được chính thức công bố vào tháng 1 năm 2017, với việc phát hành vào ngày 3 tháng 3 năm 2017. Nintendo đã tuyên bố trong các thông báo trước khi phát hành rằng hệ thống cuối cùng sẽ yêu cầu mua "dịch vụ trực tuyến" trả phí, nhưng chúng sẽ được cung cấp miễn phí cho tất cả người dùng cho đến khi dịch vụ ra mắt. Các tính năng được công bố bao gồm một ứng dụng điện thoại thông minh đồng hành, cũng như quyền truy cập vào thư viện trò chơi Nintendo Entertainment System miễn phí mỗi tháng. Dịch vụ ban đầu được lên kế hoạch vào cuối năm 2017. Vào tháng 6 năm 2017, Nintendo đã đẩy lùi việc phát hành dịch vụ đến năm 2018, nhưng đã thiết lập các kế hoạch định giá, với mức giá trung bình hàng năm 20 đô la Mỹ, tùy thuộc vào khu vực. Chủ tịch Nintendo of America lúc bấy giờ là Reggie Fils-Aimé giải thích rằng việc trì hoãn là để đảm bảo rằng dịch vụ là "đẳng cấp thế giới" và có đủ chức năng được công bố khi ra mắt để biện minh cho chi phí. Nintendo nhắm đến mức giá thấp hơn so với PlayStation Plus và Xbox Live Gold, vì dịch vụ này không bao gồm cùng một loạt tính năng như các dịch vụ đăng ký này cung cấp. Chủ tịch Nintendo lúc bấy giờ là Kimishima Tatsumi  nói rằng giá cả là một chủ đề quan trọng trong việc thiết kế các dịch vụ trực tuyến của Switch, và bất kể đối thủ cạnh tranh đang làm gì, "vấn đề là đưa nội dung của chúng tôi đến với người dùng ở một mức giá phù hợp để khiến họ vui, và sau đó chúng tôi sẵn sàng xem xét những gì có thể làm trong tương lai. "  
Dịch vụ Nintendo Switch Online được ra mắt vào ngày 19 tháng 9 năm 2018. Nintendo Direct hai ngày trước khi phát hành đã nêu chi tiết toàn bộ các tính năng sẽ là một phần của dịch vụ Trực tuyến, bao gồm một thư viện lớn hơn và các trò chơi NES dành cho người đăng ký theo dõi (với 20 trò chơi có sẵn khi ra mắt và sẽ được bổ sung liên tục), cũng như hỗ trợ lưu trữ đám mây. Đợt ra mắt đầu tiên đã bao phủ 43 thị trường, sau đó sẽ có thêm nhiều thị trường khác.
Vào tháng 9 năm 2018, Nintendo Switch được nhập khẩu vào Trung Quốc bắt đầu gặp sự cố kết nối, do dịch vụ Nintendo Switch Online sử dụng máy chủ của Google, vốn bị chặn ở Trung Quốc.
Vào ngày 28 tháng 3 năm 2019, Twitch thông báo các thành viên Twitch Prime có thể yêu cầu một năm thành viên Nintendo Switch Online miễn phí trong khoảng thời gian từ ngày 28 tháng 3 năm 2019 đến ngày 20 tháng 1 năm 2020.
Dịch vụ chính thức ra mắt tại Hàn Quốc và Hồng Kông, vào ngày 23 tháng 4 năm 2019.
Vào ngày 4 tháng 9 năm 2019, Nintendo thông báo trong một bài thuyết trình Nintendo Direct rằng các trò chơi Super NES sẽ được thêm vào dịch vụ vào ngày hôm sau, dưới dạng một ứng dụng riêng biệt.

### Sử dụng
Đến ngày 31 tháng 12 năm 2018, khoảng ba tháng sau khi ra mắt, dịch vụ này đã có hơn tám triệu người đăng ký. Nintendo báo cáo vào cuối tháng 4 năm 2019 là dịch vụ này có 9,8 triệu người đăng ký. Dịch vụ đạt hơn 10 triệu người đăng ký vào tháng 7 năm 2019, và hơn 15 triệu vào tháng 1 năm 2020. Dịch vụ đã đạt hơn 26 triệu thành viên vào tháng 9 năm 2020.

## Đặc trưng

### Nhiều người chơi
Nintendo Switch Online được yêu cầu để truy cập nhiều người chơi trực tuyến trên hầu hết các tựa game. Một số trò chơi nhiều người chơi miễn phí (free-to-play), chẳng hạn như Fortnite Battle Royale và Warframe, được miễn yêu cầu này, và có thể chơi trực tuyến miễn phí mà không cần đăng ký.

### Lưu trữ đám mây
Lưu trữ đám mây cho phép lưu dữ liệu cho nhiều trò chơi được đồng bộ hóa trực tuyến, vì vậy nó có thể được khôi phục nếu người dùng phải di chuyển Tài khoản Nintendo của họ sang một máy Switch khác hoặc nếu họ sử dụng nhiều máy. Tính năng này không được hỗ trợ đối với một số trò chơi, bao gồm cả những trò chơi có một số hình thức trực tuyến như giao dịch vật phẩm và xếp hạng cạnh tranh, do lo ngại về khả năng lạm dụng có thể "ảnh hưởng không tốt" đến lối chơi.
Người dùng sẽ mất quyền truy cập vào các bản lưu trữ đám mây nếu đăng ký của họ hết hiệu lực, mặc dù có thời gian gia hạn là sáu tháng để đăng ký và khôi phục trước khi bị xóa.
Theo danh sách dưới đây, hiện có 52 trò chơi không hỗ trợ chức năng lưu vào đám mây.
| Tựa                                               | Thông tin thêm |
| ------------------------------------------------- | -------------- |
| 1-2-Switch                                        |                |
| Asphalt 9: Legends                                |                |
| Bass Pro Shops: The Strike – Championship Edition |                |
| Blade II – The Return of Evil                     |                |
| Bookbound Brigade                                 |                |
| Cabela's: The Hunt – Championship Edition         |                |
| Catan                                             |                |
| Civilization VI                                   |                |
| Color Zen Kids                                    |                |
| Daemon X Machina                                  |                |
| Dark Souls: Remastered                            |                |
| Dawn of the Breakers                              |                |
| Dead by Daylight                                  |                |
| Death Mark                                        |                |
| Dungeon Stars                                     |                |
| Eternal Card Game                                 |                |
| Exorder                                           |                |
| FIFA 18                                           |                |
| FIFA 19                                           |                |
| FIFA 20                                           |                |
| Fortnite Battle Royale                            |                |
| Gems of War                                       |                |
| Go Vacation                                       |                |
| In-Vert                                           |                |
| Jumanji: The Video Game                           |                |
| Lanternium                                        |                |
| Lightseekers                                      |                |
| The Lord of the Rings: Adventure Card Game        |                |
| Minecraft: Nintendo Switch Edition                |                |
| Miniature – The Story Puzzle                      |                |
| Mistover                                          |                |
| Modern Combat Blackout                            |                |
| NBA 2K Playgrounds 2                              |                |
| New Super Lucky's Tale                            |                |
| Nidhogg 2                                         |                |
| No Time to Relax                                  |                |
| Orbitblazers                                      |                |
| Overwatch                                         |                |
| Pixel Devil and the Broken Cartridge              |                |
| Pokémon: Let's Go, Pikachu! and Let's Go, Eevee!  |                |
| Pokémon Sword and Shield                          |                |
| The Raven Remastered                              |                |
| Robbie Swifthand and the Orb of Mysteries         |                |
| Speaking Simulator                                |                |
| Splatoon 2                                        |                |
| Super Dragon Ball Heroes: World Mission           |                |
| Taimumari: Complete Edition                       |                |
| The Town of Light                                 |                |
| Warface                                           |                |
| Warhammer Age of Sigmar: Champions                |                |
| Yu-Gi-Oh! Legacy of the Duelist: Link Evolution   |                |

### Ứng dụng đồng hành
Ứng dụng điện thoại thông minh Nintendo Switch Online là một ứng dụng đồng hành trên máy do Nintendo phát triển và xuất bản để sử dụng cùng với dịch vụ Nintendo Switch Online. Được phát hành vào ngày 21 tháng 7 năm 2017 để sử dụng trên các thiết bị iOSvà Android. Ứng dụng có tính năng trò chuyện thoại và "dịch vụ dành riêng cho trò chơi" cho các trò chơi như Splatoon 2, Mario Kart 8 Deluxe, Arms, Mario Tennis Aces, Nintendo Entertainment System for Nintendo Switch Online, Super Smash Bros. Ultimate, và Animal Crossing: New Horizons.

### Giao tiếp
Người dùng có thể trò chuyện thoại thông qua ứng dụng di động Nintendo Switch Online trên điện thoại thông minh. Chức năng trò chuyện thoại không có sẵn trên Switch; Fils-Aimé biện minh cho quyết định này bằng cách giải thích rằng "Cách tiếp cận của Nintendo là làm mọi thứ khác đi. Chúng tôi đem lại trải nghiệm khác rất nhiều so với các đối thủ cạnh tranh và chúng tôi làm điều đó theo một cách khác. Điều này tạo ra một thể loại như âm dương cho người dùng. Họ vui mừng về tính năng lưu trữ đám mây và nội dung kế thừa nhưng ước gì chúng tôi có thể cung cấp trò chuyện thoại theo một cách khác, chẳng hạn." 

### Dịch vụ trò chơi cổ điển
Các máy Nintendo trước đây (bao gồm Wii, dòng Nintendo 3DS và Wii U) với chức năng trực tuyến đã cung cấp các trò chơi từ các thư viện cũ hơn của Nintendo thông qua Virtual Console, nhưng sẽ không sử dụng cách này cho Switch. Thay vào đó, người đăng ký Switch Online có thể truy cập các ứng dụng Nintendo Entertainment System (NES) và Super Nintendo Entertainment System (SNES), cả hai đều có thư viện liên tục và mở rộng các tựa trò chơi cổ điển. Quyền truy cập vào các trò chơi có sẵn miễn là người dùng có đăng ký đang hoạt động và người dùng phải kết nối với Internet ít nhất một lần một tuần để tiếp tục truy cập các trò chơi khi ngoại tuyến. Các trò chơi với chế độ nhiều người chơi hỗ trợ cả chơi cục bộ và trực tuyến; Chức năng chơi trực tuyến nảy là lần đầu tiên dành cho các trò chơi NES và SNES.
Một số trò chơi NES nhất định được phát hành trên dịch vụ bắt đầu từ tháng 10 năm 2018 cũng có phiên bản thay thế có nhãn "SP" ("Extra" ở một số khu vực). Phiên bản này sẽ bắt đầu ở chỗ người chơi đang ở gần cuối trò chơi, hoặc bắt đầu trò chơi với số lượng vật phẩm và mạng tối đa. Hầu hết các trò chơi được phát hành ở cả châu Mỹ và lãnh thổ PAL đều là phiên bản NTSC-U gốc, bao gồm cả cách đặt tên ở Bắc Mỹ và hỗ trợ 60 Hz. trong khi biến thể Family Computer Nhật Bản thì có sẵn ở Hàn Quốc và Hồng Kông.
Trong năm đầu tiên, dịch vụ Trực tuyến cung cấp một loạt trò chơi NES mới hàng tháng. Tuy nhiên, với việc bổ sung các tựa game SNES vào tháng 9 năm 2019, Nintendo tuyên bố các trò chơi NES và SNES mới sẽ không còn được cung cấp theo lịch trình thông thường nữa mặc dù sẽ tiếp tục mở rộng cả hai thư viện theo thời gian.
Dịch vụ này là nơi có một số tựa game không có trên Virtual Console bao gồm Crystalis, Journey to Silius, Joe & Mac 2: Lost in the Tropics và Star Fox 2. Một số trò chơi được phát hành lại lần đầu tiên dưới mọi hình thức kể từ lần ra mắt ban đầu như Pro Wrestling, Vice: Project Doom, và Stunt Race FX. Dịch vụ này cũng đánh dấu lần phát hành đầu tiên ở Bắc Mỹ của trò chơi SNES Pop'n TwinBee, Smash Tennis và Mario's Super Picross.

#### Trò chơi NES
Với sự ra mắt của dịch vụ Nintendo Switch Online vào ngày 19 tháng 9 năm 2018, các trò chơi NES đã được cung cấp với 20 tựa có sẵn khi ra mắt. Người đăng ký có thể truy cập chúng thông qua một ứng dụng chuyên dụng. Tính đến  ngày 18 tháng 12 năm 2020, có 85 trò chơi có sẵn, bao gồm:
| Ngày phát hành       | Tựa                                                    | Xuất bản                                 | NA/PAL   | JP/KR/HK |
| -------------------- | ------------------------------------------------------ | ---------------------------------------- | -------- | -------- |
| 19 tháng 9 năm 2018  | Balloon Fight                                          | Nintendo                                 | Có       | Có       |
| 19 tháng 9 năm 2018  | Baseball                                               | Nintendo                                 | Có       | Có       |
| 19 tháng 9 năm 2018  | Donkey Kong                                            | Nintendo                                 | Có       | Có       |
| 19 tháng 9 năm 2018  | Double Dragon                                          | Arc System Works                         | Có       | Có       |
| 19 tháng 9 năm 2018  | Dr. Mario                                              | Nintendo                                 | Có       | Có       |
| 19 tháng 9 năm 2018  | Excitebike                                             | Nintendo                                 | Có       | Có       |
| 19 tháng 9 năm 2018  | Ghosts'n Goblins                                       | Capcom                                   | Có       | Có       |
| 19 tháng 9 năm 2018  | Gradius                                                | Konami                                   | Có       | Có       |
| 19 tháng 9 năm 2018  | Ice Climber                                            | Nintendo                                 | Có       | Có       |
| 19 tháng 9 năm 2018  | Ice Hockey                                             | Nintendo                                 | Có       | Có       |
| 19 tháng 9 năm 2018  | The Legend of Zelda                                    | Nintendo                                 | Có       | Có       |
| 19 tháng 9 năm 2018  | Mario Bros.                                            | Nintendo                                 | Có       | Có       |
| 19 tháng 9 năm 2018  | Pro Wrestling                                          | Nintendo                                 | Có       | Có       |
| 19 tháng 9 năm 2018  | River City Ransom                                      | Arc System Work                          | Có       | Có       |
| 19 tháng 9 năm 2018  | Soccer                                                 | Nintendo                                 | Có       | Có       |
| 19 tháng 9 năm 2018  | Super Mario Bros.                                      | Nintendo                                 | Có       | Có       |
| 19 tháng 9 năm 2018  | Super Mario Bros. 3                                    | Nintendo                                 | Có       | Có       |
| 19 tháng 9 năm 2018  | Tecmo Bowl                                             | Koei Tecmo                               | Có       | Có       |
| 19 tháng 9 năm 2018  | Tennis                                                 | Nintendo                                 | Có       | Có       |
| 19 tháng 9 năm 2018  | Yoshi                                                  | Nintendo                                 | Có       | Có       |
| 10 tháng 10 năm 2018 | The Legend of Zelda SP                                 | Nintendo                                 | Có       | Có       |
| 10 tháng 10 năm 2018 | NES Open Tournament Golf                               | Nintendo                                 | Có       | Có       |
| 10 tháng 10 năm 2018 | Solomon's Key                                          | Koei Tecmo                               | Có       | Có       |
| 10 tháng 10 năm 2018 | Super Dodge Ball                                       | Arc System Work                          | Có       | Có       |
| 14 tháng 11 năm 2018 | Gradius SP (Stage 5)                                   | Konami                                   | Có       | Có       |
| 14 tháng 11 năm 2018 | Metroid                                                | Nintendo                                 | Có       | Có       |
| 14 tháng 11 năm 2018 | Mighty Bomb Jack                                       | Koei Tecmo                               | Có       | Có       |
| 14 tháng 11 năm 2018 | NES Open Tournament Golf SP                            | Nintendo                                 | Không    | Có       |
| 14 tháng 11 năm 2018 | TwinBee                                                | Konami                                   | Có       | Có       |
| 12 tháng 12 năm 2018 | Adventures of Lolo                                     | HAL Laboratory                           | Có       | Không    |
| 12 tháng 12 năm 2018 | Adventures of Lolo 2                                   | HAL Laboratory                           | Không    | Có       |
| 12 tháng 12 năm 2018 | Dr. Mario SP                                           | Nintendo                                 | Có       | Có       |
| 12 tháng 12 năm 2018 | Metroid SP (Ridley battle)                             | Nintendo                                 | Có       | Có       |
| 12 tháng 12 năm 2018 | Ninja Gaiden                                           | Koei Tecmo                               | Có       | Có       |
| 12 tháng 12 năm 2018 | Wario's Woods                                          | Nintendo                                 | Có       | Có       |
| 16 tháng 1 năm 2019  | Blaster Master                                         | Sunsoft                                  | Có       | Có       |
| 16 tháng 1 năm 2019  | Ghosts'n Goblins SP                                    | Capcom                                   | Có       | Có       |
| 16 tháng 1 năm 2019  | Joy Mech Fight                                         | Nintendo                                 | Không    | Có       |
| 16 tháng 1 năm 2019  | Ninja Gaiden SP                                        | Koei Tecmo                               | Có       | Có       |
| 16 tháng 1 năm 2019  | Zelda II: The Adventure of Link                        | Nintendo                                 | Có       | Có       |
| 13 tháng 2 năm 2019  | Blaster Master SP                                      | Sunsoft                                  | Có       | Có       |
| 13 tháng 2 năm 2019  | Kirby's Adventure                                      | Nintendo                                 | Có       | Có       |
| 13 tháng 2 năm 2019  | Metroid SP (Mother Brain battle)                       | Nintendo                                 |          |          |
| 13 tháng 2 năm 2019  | Super Mario Bros. 2                                    | Nintendo                                 | Có       | Có       |
| 13 tháng 2 năm 2019  | Tsuppari Oozumou                                       | Koei Tecmo                               | Không    | Có       |
| 13 tháng 3 năm 2019  | Fire Emblem: Shadow Dragon and the Blade of Light      | Nintendo                                 | Không    | Có       |
| 13 tháng 3 năm 2019  | Kid Icarus                                             | Nintendo                                 | Có       | Có       |
| 13 tháng 3 năm 2019  | Kirby's Adventure SP                                   | Nintendo                                 | Có       | Có       |
| 13 tháng 3 năm 2019  | StarTropics                                            | Nintendo                                 | Có       | Không    |
| 13 tháng 3 năm 2019  | Yie Ar Kung-Fu                                         | Konami                                   | Không    | Có       |
| 13 tháng 3 năm 2019  | Zelda II: The Adventure of Link SP                     | Nintendo                                 | Có       | Có       |
| 10 tháng 4 năm 2019  | Kid Icarus SP                                          | Nintendo                                 | Có       | Có       |
| 10 tháng 4 năm 2019  | Punch-Out!!                                            | Nintendo                                 | Có       | Có       |
| 10 tháng 4 năm 2019  | Star Soldier                                           | Konami                                   | Có       | Có       |
| 10 tháng 4 năm 2019  | Super Mario Bros.: The Lost Levels                     | Nintendo                                 | Có       | Có       |
| 15 tháng 5 năm 2019  | Clu Clu Land                                           | Nintendo                                 | Có       | Không    |
| 15 tháng 5 năm 2019  | Clu Clu Land: Welcome to New Cluclu Land               | Nintendo                                 | Không    | Có       |
| 15 tháng 5 năm 2019  | Donkey Kong Jr.                                        | Nintendo                                 | Có       | Có       |
| 15 tháng 5 năm 2019  | Star Soldier SP                                        | Konami                                   | Có       | Có       |
| 15 tháng 5 năm 2019  | Vs. Excitebike                                         | Clu Clu Land: Welcome to New Cluclu Land | Nintendo | Có       |
| 12 tháng 6 năm 2019  | City Connection                                        | City Connection                          | Có       | Có       |
| 12 tháng 6 năm 2019  | Double Dragon II: The Revenge                          | Arc System Work                          | Có       | Có       |
| 12 tháng 6 năm 2019  | TwinBee SP                                             | Konami                                   | Có       | Có       |
| 12 tháng 6 năm 2019  | Volleyball                                             | Nintendo                                 | Nintendo | Có       |
| 17 tháng 7 năm 2019  | Donkey Kong 3                                          | Nintendo                                 | Nintendo | Có       |
| 17 tháng 7 năm 2019  | Mighty Bomb Jack SP                                    | Koei Tecmo                               | Có       | Có       |
| 17 tháng 7 năm 2019  | Wrecking Crew                                          | Nintendo                                 | Có       | Có       |
| 21 tháng 8 năm 2019  | Downtown Nekketsu Kōshinkyoku: Soreyuke Daiundōkai     | Arc System Work                          | Có       | Có       |
| 21 tháng 8 năm 2019  | Gradius SP (Second loop)                               | Konami                                   | Có       | Có       |
| 21 tháng 8 năm 2019  | Kung Fu Heroes                                         | Culture Brain Excel                      | Có       | Có       |
| 21 tháng 8 năm 2019  | Vice: Project Doom                                     | Sega                                     | Có       | Có       |
| 12 tháng 12 năm 2019 | Crystalis                                              | SNK                                      | Có       | Có       |
| 12 tháng 12 năm 2019 | Famicom Wars                                           | Nintendo                                 | Không    | Có       |
| 12 tháng 12 năm 2019 | Journey to Silius                                      | Sunsoft                                  | Có       | Có       |
| 12 tháng 12 năm 2019 | Route-16 Turbo                                         | Sunsoft                                  | Không    | Có       |
| 19 tháng 2 năm 2020  | Atlantis no Nazo                                       | Sunsoft                                  | Không    | Có       |
| 19 tháng 2 năm 2020  | Eliminator Boat Duel                                   | Piko Interactive                         | Có       | Không    |
| 19 tháng 2 năm 2020  | Shadow of the Ninja                                    | Natsume                                  | Có       | Không    |
| 20 tháng 2 năm 2020  | Fire Emblem: Shadow Dragon and the Blade of Light SP   | Nintendo                                 | Không    | Có       |
| 20 tháng 2 năm 2020  | Fire Emblem: Shadow Dragon and the Blade of Light SP 2 | Nintendo                                 | Không    | Có       |
| 20 tháng 5 năm 2020  | Rygar                                                  | Koei Tecmo                               | Có       | Có       |
| 15 tháng 7 năm 2020  | The Immortal                                           | Piko Interactive                         | Có       | Không    |
| 23 tháng 9 năm 2020  | S.C.A.T.: Special Cybernetic Attack Team               | Natsume                                  | Có       | Không    |
| 18 tháng 12 năm 2020 | Nightshade                                             | Piko Interactive                         | Có       | Không    |
| 18 tháng 12 năm 2020 | Smash Ping Pong                                        | Nintendo/Konami                          | Có       | Không    |

1. ↑  71 trò chơi ở Bắc Mỹ, và PAL, tám trong số đó chỉ dành riêng cho các khu vực này; 77 trò chơi ở Nhật Bản Hàn Quốc, và Hồng Kông, mười bốn trò chơi trong số đó chỉ dành riêng cho những khu vực này.
2. 1 2 3 4 5 6 7  Phiên bản Family Computer Disk System đã được phát hành tại Nhật Bản.
3. ↑  Được đặt tên là Super Mario USA ở Nhật Bản.
4. ↑  Được đặt tên là Super Mario Bros. 2 ở Nhật Bản.
5. 1 2  Một trò chơi Family Computer Disk System.
6. ↑  Một bản chuyển thể trên Family Computer Disk Systemcủa tựa game thùng tựa đề Vs. Clu Clu Land.
7. ↑  Một bản chuyển thể trên Family Computer Disk Systemcủa tựa game thùng tựa đề Vs. Clu Clu Land.
8. ↑  Ban đầu chỉ dành riêng cho các khu vực phương Tây, nhưng cuối cùng đã được phát hành tại Nhật Bản vào ngày 15 tháng 7 năm 2020.
9. ↑  Ban đầu chỉ dành riêng cho các khu vực phương Tây, nhưng cuối cùng đã được phát hành tại Nhật Bản vào on ngày 19 tháng 2 năm 2020.

#### Trò chơi SNES
Được công bố trên Nintendo Direct vào ngày 4 tháng 9 năm 2019, các trò chơi SNES đã được thêm vào dịch vụ trên toàn thế giới với 20 tựa vào ngày 5 tháng 9 năm 2019. Chúng có sẵn trong một ứng dụng riêng biệt với các trò chơi NES. Các trò chơi có sẵn bao gồm: 
| Ngày phát hành       | Tựa                                                 | Xuất bản         | NA/PAL | JP/KR/HK |
| -------------------- | --------------------------------------------------- | ---------------- | ------ | -------- |
| 5 tháng 9 năm 2019   | Brawl Brothers                                      | City Connection  | Có     | Có       |
| 5 tháng 9 năm 2019   | Breath of Fire                                      | Capcom           | Có     | Có       |
| 5 tháng 9 năm 2019   | Demon's Crest                                       | Capcom           | Có     | Có       |
| 5 tháng 9 năm 2019   | F-Zero                                              | Nintendo         | Có     | Có       |
| 5 tháng 9 năm 2019   | Joe & Mac 2: Lost in the Tropics                    | G-Mode           | Có     | Có       |
| 5 tháng 9 năm 2019   | Kirby's Dream Course                                | Nintendo         | Có     | Có       |
| 5 tháng 9 năm 2019   | Kirby's Dream Land 3                                | Nintendo         | Có     | Có       |
| 5 tháng 9 năm 2019   | The Legend of Zelda: A Link to the Past             | Nintendo         | Có     | Có       |
| 5 tháng 9 năm 2019   | Pilotwings                                          | Nintendo         | Có     | Có       |
| 5 tháng 9 năm 2019   | Smash Tennis                                        | Bandai Namco     | Có     | Có       |
| 5 tháng 9 năm 2019   | Star Fox                                            | Nintendo         | Có     | Có       |
| 5 tháng 9 năm 2019   | Stunt Race FX                                       | Nintendo         | Có     | Có       |
| 5 tháng 9 năm 2019   | Super E.D.F. Earth Defense Force                    | City Connection  | Có     | Có       |
| 5 tháng 9 năm 2019   | Super Ghouls 'n Ghosts                              | Nintendo         | Có     | Có       |
| 5 tháng 9 năm 2019   | Super Mario Kart                                    | Nintendo         | Có     | Có       |
| 5 tháng 9 năm 2019   | Super Mario World                                   | Nintendo         | Có     | Có       |
| 5 tháng 9 năm 2019   | Super Mario World 2: Yoshi's Island                 | Nintendo         | Có     | Có       |
| 5 tháng 9 năm 2019   | Super Metroid                                       | Nintendo         | Có     | Có       |
| 5 tháng 9 năm 2019   | Super Puyo Puyo 2                                   | Sega             | Có     | Có       |
| 5 tháng 9 năm 2019   | Super Soccer                                        | Spike Chunsoft   | Có     | Có       |
| 5 tháng 9 năm 2019   | Super Tennis                                        | Nintendo         | Có     | Không    |
| 12 tháng 12 năm 2019 | Breath of Fire II                                   | Capcom           | Có     | Có       |
| 12 tháng 12 năm 2019 | Kirby Super Star                                    | Nintendo         | Có     | Có       |
| 12 tháng 12 năm 2019 | Star Fox 2                                          | Nintendo         | Có     | Có       |
| 12 tháng 12 năm 2019 | Super Punch-Out!!                                   | Nintendo         | Có     | Có       |
| 19 tháng 2 năm 2020  | Pop'n TwinBee                                       | Konami           | Có     | Có       |
| 20 tháng 5 năm 2020  | Operation Logic Bomb                                | City Connection  | Có     | Không    |
| 20 tháng 5 năm 2020  | Panel de Pon                                        | Nintendo         | Có     | Có       |
| 20 tháng 5 năm 2020  | Wild Guns                                           | Natsume          | Có     | Không    |
| 15 tháng 7 năm 2020  | Donkey Kong Country                                 | Nintendo         | Có     | Có       |
| 15 tháng 7 năm 2020  | Natsume Championship Wrestling                      | Natsume          | Có     | Có       |
| 15 tháng 7 năm 2020  | Shin Megami Tensei                                  | Atlus            | Không  | Có       |
| 3 tháng 9 năm 2020   | Super Mario All-Stars                               | Nintendo         | Có     | Có       |
| 23 tháng 9 năm 2020  | Donkey Kong Country 2: Diddy's Kong Quest           | Nintendo         | Có     | Có       |
| 23 tháng 9 năm 2020  | Fire Emblem: Mystery of the Emblem                  | Nintendo         | Không  | Có       |
| 23 tháng 9 năm 2020  | Mario's Super Picross                               | Nintendo         | Có     | Không    |
| 23 tháng 9 năm 2020  | The Peace Keepers                                   | City Connection  | Có     | Không    |
| 18 tháng 12 năm 2020 | Donkey Kong Country 3: Dixie Kong's Double Trouble! | Nintendo         | Có     | Có       |
| 18 tháng 12 năm 2020 | The Ignition Factor                                 | City Connection  | Có     | Có       |
| 18 tháng 12 năm 2020 | Kunio-kun no Dodgeball da yo Zen'in Shūgō           | Arc System Works | Không  | Có       |
| 18 tháng 12 năm 2020 | Sugoi Hebereke                                      | Sunsoft          | Không  | Có       |
| 18 tháng 12 năm 2020 | Super Valis IV                                      | Edia             | Có     | Không    |
| 18 tháng 12 năm 2020 | Tuff E Nuff                                         | City Connection  | Có     | Không    |

1. ↑  Ban đầu độc quyền cho Nhật Bản, nhưng cuối cùng đã được phát hành ở các khu vực phương Tây vào ngày 19 tháng 2 năm 2020.
2. ↑  Ban đầu chỉ dành riêng cho các khu vực phương Tây, nhưng cuối cùng đã được phát hành tại Nhật Bản vào ngày 19 tháng 2 năm 2020.
3. ↑  Ban đầu chỉ dành riêng cho các khu vực phương Tây, nhưng cuối cùng đã được phát hành tại Nhật Bản vào ngày 20 tháng 5 năm 2020.
4. ↑  Panel de Pon được phát hành quốc tế với tên gọi Tetris Attack vào năm 1996. Đánh dấu lần đầu tiên trò chơi gốc được phát hành trên toàn thế giới.[68]

### Ưu đãi và khuyến mãi
Người đăng ký Switch Online cũng được cấp quyền truy cập vào các ưu đãi và khuyến mãi đặc biệt từ Nintendo; khi ra mắt, những người đã mua gói đăng ký 12 tháng hoặc gói gia đình sẽ nhận được các vật phẩm đặc biệt trong trò chơi cho Splatoon 2 và Nintendo đã mở đơn đặt hàng trước độc quyền cho bộ điều khiển không dây đặc biệt dựa trên tay cầm NES, dành riêng cho việc sử dụng với ứng dụng NES nói trên. Tương tự, một tay cầm không dây dựa trên SNES đặc biệt được thiết kế để hoạt động với Switch đã được bán riêng cho người đăng ký Trực tuyến ngay sau khi dịch vụ bổ sung hỗ trợ cho các tựa SNES.
Trùng với sự ra mắt dự kiến của Super Mario Maker 2, chương trình khuyến mãi giảm giá đã được công bố trong Nintendo Direct chỉ dành riêng cho các thành viên Nintendo Switch Online. Chương trình khuyến mãi giới thiệu "Phiếu thưởng trò chơi Nintendo Switch", cho phép người mua tải xuống hai trò chơi Nintendo Switch đủ điều kiện với giá đặt trước là 99,99 đô la MSRP, so với 120 đô la khi mua riêng cả hai trò chơi.
Nintendo cũng đã cung cấp các trò chơi gốc miễn phí cho những người có đăng ký Trực tuyến. Tetris 99 đã được phát hành dưới dạng trò chơi miễn phí cho người đăng ký vào tháng 2 năm 2019, mặc dù sau đó đã cung cấp nội dung có thể tải xuống trả phí và phiên bản bán lẻ của trò chơi cho những người không đăng ký.Super Mario Bros. 35 được phát hành vào tháng 10 năm 2020 và sẽ chỉ có sẵn cho đến tháng 3 năm 2021.